# Luca Carrara
Luca Carrara (Scanzorosciate, 24 dicembre 1977) è un ultramaratoneta e fondista di corsa in montagna italiano.

## Biografia
Nel 2016 ha partecipato ai Mondiali di trail running, piazzandosi in trentaduesima posizione; l'anno seguente ha partecipato nuovamente alla medesima manifestazione, piazzandosi in ventiquattresima posizione.

## Palmarès
| Anno | Manifestazione            | Sede            | Evento      | Risultato | Prestazione | Note |
| ---- | ------------------------- | --------------- | ----------- | --------- | ----------- | ---- |
| 2016 | Mondiali di trail running | Braga           | Individuale | 32º       | 9h51'05"    |      |
| 2017 | Mondiali di trail running | Badia Prataglia | Individuale | 24º       | 4h54'24"    |      |

## Altre competizioni internazionali
2012
- 30º alla Mezza maratona di Brescia ( Brescia) - 1h23'18"

2013
- 18º a Le Trail de Paris-Ile de France ( Parigi), 50 km - 4h14'16"
- 61º alla Maratona di Vittorio Veneto ( Vittorio Veneto) - 2h52'14"
- 17º alla io21ZERO97 ( Darfo Boario Terme) - 1h14'04"

2014
- 19º alla Maratona di Venezia ( Venezia) - 2h39'57"
- 20º alla Mezza maratona del Garda ( Padenghe sul Garda) - 1h15'32"

2015
- 5º a Le Trail de Paris-Ile de France ( Parigi), 50 km - 3h33'40"
- Oro al Trail del Monte Casto ( Bocchetto di Sessera), 46 km - 3h58'33"
- Oro all'Ecomaratona Clivus ( Monteforte d'Alpone), 45 km - 3h37'13"

2016
- Oro al Morenic Trail ( Brosso), 113 km - 10h37'44"
- 4º al Gran Trail delle Orobie ( Bergamo), 70 km - 9h04'36"
- Argento al Trail del Monte Soglio - Gir Lung ( Forno Canavese), 66 km - 6h55'34"
- Bronzo alla Sellaronda Trail Running ( Canazei), 61 km - 6h39'33"
- Oro all'Ultra Trail del Mugello ( Firenzuola), 60 km - 6h13'51"
- Oro al S1 Trail La corsa della Bora ( Trieste), 53 km - 4h41'03"
- Oro al Trail Sacred Forests 50km ( Badia Prataglia), 50 km - 4h40'11"
- Oro al BVG Trail ( Bogliaco), 50 km - 5h07'49"
- Argento a Le Trail de Paris-Ile de France ( Parigi), 50 km - 3h32'46"
- Oro all'Ecomaratona Clivus ( Monteforte d'Alpone), 45 km - 3h19'58"
- Argento al Firenze Urban Trail ( Firenze), 45 km - 3h19'15"

2017
- Oro al Trail del Viandante ( Abbadia Lariana), 49 km - 4h58'23"
- Oro a Le Porte di Pietra 71 km Trail ( Cantalupo Ligure), 71 km - 7h34'17"
- Oro al Gran Trail delle Orobie ( Bergamo), 70 km - 8h17'18"
- Argento al Tartufo Trail Running ( Calestano), 66 km - 7h02'47"
- Argento all'ERT Rommel Trail, 64,5 km - 6h57'57"
- Oro all'Ultra Trail del Mugello ( Firenzuola), 60 km - 5h50'54"
- Argento al Trail Oasi Zegna ( Valdilana), 59 km - 6h36'10"
- Oro al S1 Trail La corsa della Bora ( Trieste), 57 km - 5h12'16"
- Oro all'Elba Trail ( Marciana Marina), 52 km - 5h42'28"
- Oro al BVG Trail ( Bogliaco), 50 km - 5h15'18"
- Oro al Maddalena Urban Trail ( Brescia), 45 km - 5h07'39"
- Oro alla Ronda Ghibellina ( Castiglion Fiorentino), 45 km - 4h08'24"
- Oro al Dolomiti Beer Trail ( Pedavena), 45 km - 3h48'17"
- Bronzo al Firenze Urban Trail ( Firenze), 45 km - 3h28'05"
- 9º al Sentiero 4 Luglio ( Santicolo) - 5h06'05"
- Oro al Bergamo City Trail - Millegradini ( Bergamo) - 1h09'29"

2018
- Oro al Gran Trail delle Orobie ( Bergamo), 70 km - 8h40'52"
- Oro al DoloMyths Run Sellaronda Ultratrail ( Canazei), 61 km - 6h34'34"
- Argento alla DoppiaW Ultra ( Val Poschiavo), 60 km - 8h31'44"
- Oro all'Ultra Trail del Mugello ( Firenzuola), 60 km - 6h08'54"
- Oro al Trail Oasi Zegna ( Valdilana), 59 km - 6h21'03"
- Argento al S1 Trail La corsa della Bora ( Trieste), 57 km - 5h07'06"
- Oro al Matterhorn Cervino X-Trail ( Valtournenche), 55 km - 6h37'54"
- Argento alla Maga Ultra Skymarathon ( Serina), 53,8 km - 7h52'06"
- 21º alla Ben Nevis Ultra SkyRace ( Ben Nevis), 52 km - 4h28'02"
- Oro al Val Taleggio Trail ( Vedeseta), 50 km - 5h30'38"
- Oro al BVG Trail ( Bogliaco), 50 km - 5h34'22"
- Oro all'Amorotto Trail Monte Valestra ( Carpineti), 48 km - 4h41'16"
- Argento allo SciaccheTrail ( Manarola), 47 km - 4h36'01"

2019
- Oro all'Adamello Ultra Trail 90 km ( Ponte di Legno), 90 km - 11h36'53"
- Bronzo alla Tartufo Trail Running Ultra Skymarathon ( Calestano), 78 km - 8h01'40"
- 5º alla Sellaronda Trail Running ( Canazei), 61 km - 6h43'13"
- Oro alla Comano Ursus Extreme Trail ( Comano Terme), 60 km - 8h35'28"
- Argento all'Ultra Trail del Mugello ( Firenzuola), 60 km - 5h45'56"
- Oro al BVG Trail ( Bogliaco), 50 km - 5h42'19"

2020
- Oro al VdG Via delle Giulie UltraTrail Medium ( Sella Nevea), 64 km - 7h31'15"
- Argento al S1 Trail La corsa della Bora ( Trieste), 57 km - 5h09'58"
- Oro all'Ecomaratona Clivus ( Monteforte d'Alpone), 45 km - 3h35'01"

2021
- Bronzo alla DoppiaW Ultra, 70 km - 8h27'54"
- Argento alla Corsa della Bora ( Trieste), 57 km - 5h28'52"
- Bronzo al Ferriere Trail Festival, 54 km - 6h11'42"
- Oro all'Amalfi Positano Ultra Trail ( Amalfi), 50 km - 5h48'24"
- Bronzo alla Ronda Ghibellina, 45 km - 4h36'08"